# رودولفو أكونا
رودولفو أكونا (بالإنجليزية: Rodolfo Acuña)‏ هو مؤرخ أمريكي، ولد في 18 مايو 1932 في Boyle Heights, Los Angeles ‏ في الولايات المتحدة.